# 大澤宏一郎
大澤 宏一郎（おおさわ こういちろう、1967年11月22日 - ）は、日本のテレビ演出家、テレビプロデューサー。秋田県出身。太陽カンパニー 代表取締役。

## 担当番組

### 現在
- クイズプレゼンバラエティー Qさま!!
- 朝メシまで。
- 帰れマンデー見っけ隊!!

### 過去
- ZIP!
- 阿佐ヶ谷ワイド
- ハマスカ放送部
- 中居正広のザ・大年表
- ザ・富士山
- ハダカっち
- どれだけ食えスト
- 1億人が選ぶ!今夜知りたいランキング
- 水曜サプライズ
- 誰だって波瀾爆笑
- できるか！？神の領域
- ハリコミらいおん!!
- びっくり!新世界地図 世界のスゴイ映像祭り あなたの知らない世界見せますSP
- 5大イケメン総出演！韓流スター直撃ツアー
- 松本人志・中居正広VS日本テレビ
- 巨人中毒
- マネーの虎
- ズームイン!!サタデー
- 白黒ジャッジバラエティ 中居正広の怪しい噂の集まる図書館→中居正広のミになる図書館→中居正広の身になる図書館